# Лейбовский, Вадим Викторович
Вадим Викторович Лейбовский (30 мая 1941, Москва — 19 сентября 2016, Москва) — советский российский легкоатлет, специалист по бегу на средние дистанции, журналист. Выступал на всесоюзном уровне в 1960-х годах, бронзовый призёр чемпионата СССР, победитель первенств всесоюзного значения. Представлял Москву, спортивные общества «Буревестник» и «Динамо». Мастер спорта СССР. Также известен как спортивный журналист («Советский спорт», «Спортивная жизнь России»), публицист («Огонёк»), автор нескольких книг.

## Биография
Вадим Лейбовский родился 30 мая 1941 года в Москве. Заниматься лёгкой атлетикой начал в Центральной спортивной школе Мосгороно, проходил подготовку под руководством тренеров О. В. Константинова и М. М. Богена, выступал за спортивные общества «Буревестник» и «Динамо».
Как спортсмен наивысшего успеха добился в сезоне 1961 года, когда на чемпионате СССР в Тбилиси с результатом 3.51,8 выиграл бронзовую медаль в зачёте бега на 1500 метров, уступив только москвичу Валентину Караулову и киевлянину Виктору Валявко. Кроме того, в дисциплинах 800 и 1500 метров стал серебряным призёром на Спартакиаде профсоюзов СССР.
В 1962 году с результатом 3.51,6 выиграл командное первенство СССР на дистанции 1500 метров.
В июле 1965 года финишировал шестым в беге на 1000 метров на всесоюзных соревнованиях в Киеве, показав 15-й результат сезона в СССР — 2.23,8.
В 1961—1968 годах являлся рекордсменом СССР среди юниоров в беге на 800 метров (1.49,0).
Окончил Московский авиационный институт по специальности «Системы управления летательных аппаратов» (1965), после чего работал в службе оперативной информации Центра управления полётами.
Как журналист в течение многих лет писал статьи для журнала «Огонёк», став автором более 200 публикаций. Четыре раза награждался призом «Лучшее перо года». Являлся пресс-атташе Центра микрохирургии глаза офтальмолога Святослава Фёдорова, работал в пресс-службе Мосгорспорта и агентства спортивной информации «Весь спорт». Автор нескольких книг спортивной тематики, в частности книги по истории ГЦОЛИФК «ГЦОЛИФК. Лица и
Личности. 1918—2013», книги о ватерполисте Петре Мшвениерадзе «Дарю игру», книги о пловце Шаварше Карапетяне «Двадцать жизней Шаварша», книги о футбольном вратаре Владимире Маслаченко и др.
Умер 19 сентября 2016 года в Москве в возрасте 75 лет.